# Гороховатська волость
Гороховатська волость — адміністративно-територіальна одиниця Куп'янського повіту Харківської губернії з центром у слободі Гороховатка.
Станом на 1885 рік складалася з 25 поселень, 13 сільських громад. Населення — 9967 осіб (5001 чоловічої статі та 4966 — жіночої), 1737 дворових господарств.
|                     | Площа, десятин | У тому числі орної, дес. |
| ------------------- | -------------- | ------------------------ |
| Сільських громад    | 24036          | 15945                    |
| Приватної власності | 3014           | 1104                     |
| Іншої власності     | 275            | 251                      |
| Загалом             | 27325          | 17300                    |

Основне поселення волості:
- Гороховатка — колишня державна слобода при річці Оскіл за 47 верст від повітового міста, 3292 особи, 455 дворів, православна церква, школа, богодільня, поштова станція, 5 лавок, 4 ярмарки на рік.
- Борова — колишня державна слобода при річці Борова, 4239 осіб, 379 дворів, православна церква, школа, 4 лавки, базари по неділях, 4 ярмарки на рік.
- Боровий (Пустинка) — колишній власницький хутір при річці Борова, 501 особа, 77 дворів.
- Калиновка (Миколаївка) — колишня власницька слобода при річці Горохуватка, 946 осіб, 150 дворів, лавка.
- Шийківка  (Котов) — колишній власницький хутір при річці Борова, 743 осіб, 107 дворів.